# Pomorzanin Toruń (piłka nożna)
Pomorzanin Toruń - sekcja piłki nożnej wielosekcyjnego Klubu Sportowego Pomorzanin Toruń. Największe sukcesy drużyna odniosła w latach 40. i 50. XX wieku kiedy grała na I i II poziomie rozgrywek. Zespół zdobył także mistrzostwo Polski juniorów do lat 19 w 1953.

## Historia
Sekcja piłki nożnej jest jedyną istniejącą od początku powstania klubu w 1935 do dziś.

### KPW
Przed połączeniem obu toruńskich ognisk Kolejowego Przysposobienia Wojskowego w KS Pomorzanin, ogniska te praktycznie nie występowały w rozgrywkach piłkarskich. KPW zostało przyjęte do Pomorskiego Okręgowego Związku Piłki Nożnej w drugiej połowie 1934 i rozegrało zaledwie trzy mecze - na dodatek w bardzo dziwnych okolicznościach.
Najpierw 28 października 1934 drużyna KPW zagrała w Mistrzostwach Torunia z KS Grafiką Toruń. Mecz przerwano z powodu zapadających ciemności przy stanie 1-1 i dokończono trzy dni później - KPW strzeliło zwycięską bramkę na 2-1. Jednakże tego samego dnia KPW zagrał grać jeszcze mecz kolejnej rundy turnieju - z KS Strzelec. Ten mecz, przy stanie 3-0 dla Strzelca, również został przerwany z powodu zapadających ciemności, a na dokończenie zarządzone na 4 listopada drużyna KPW się nie stawiła.

### Przed wojną
W okresie międzywojennym obszar Polski podzielony był na okręgi piłkarskie, spośród których każdy posiadał co najmniej trzy klasy rozgrywkowe, wiele z nich dzielonych było na równorzędne grupy - np. okręg POZPN posiadał w sezonie 1935 jedną Klasę A, cztery grupy Klasy B i aż siedem grup Klasy C. Pomorzanin zaczął występy ligowe w 1935 roku na najniższym poziomie, gdzie spędził pierwsze trzy sezony nie potrafiąc awansować. W listopadzie 1937 klub przejął TKS 29 Toruń i od rundy wiosennej 1938 grał już w Klasie A - w miejsce TKS-u (chociaż był tak liczny, że w tym sezonie zgłosił II drużynę do Klasy B, a nawet III do Klasy C; jednak od następnego sezonu grały już tylko dwie drużyny: w Klasie A i B). Jednak trzy sezony w Klasie A (dwa pełne i ten przerwany przez wojnę) spędził w cieniu Gryfa Toruń, który wtedy niepodzielnie rządził nie tylko w Toruniu ale i na całym Pomorzu. W tamtym okresie piłkarze Pomorzanina trenowali na boisku przy ul. Grudziądzkiej a grali na Stadionie Miejskim przy ul. Sportowej.

### Lata świetności
Po zakończeniu wojny Pomorzanina reaktywowano już w czerwcu 1945 roku, dzięki czemu mógł zagrać w ligowych rozgrywkach sezonu 1946. Kraj nadal podzielony był na okręgi, klubów było tak mało, że funkcjonował tylko jeden poziom ligowy - Klasa A. W tym pierwszym powojennym sezonie Pomorzanin rywalizował z Polonia Bydgoszcz, Brda Bydgoszcz, Wisła Grudziądz, Chojniczanka Chojnice, Orlęta Aleksandrów Kujawski, Cuiavia Inowrocław i Pałuczanka Żnin - będąc jak widać jedyną drużyną z Torunia. Zwycięstwo w rozgrywkach oznaczało awans do Finałów Mistrzostw Polski w sezonie 1946 oraz awans do centralnych eliminacji do I Ligi w sezonie 1947 (które były jednocześnie rozgrywkami o MP).
W turnieju Mistrzostwach Polski 1946 Pomorzanin przegrał już w pierwszej rundzie w Chorzowie z AKS Chorzów 3:5 i odpadł z rozgrywek. Został jednakże sklasyfikowany na 11 miejscu w kraju, co do dzisiaj (kwiecień 2020) jest najwyższą lokatą jakiekolwiek toruńskiego klubu piłkarskiego po wojnie (a w całej historii polskiej piłki w Toruniu wyżej notowany był tylko TKS: w sezonach 1925 i 1926 na 4 miejscu, za każdym razem ex aequo z dwiema innymi drużynami).
Natomiast w kolejnym roku, w centralnych rozgrywkach, grał w Grupie II (AKS Chorzów, Cracovia, Rymer Niedobczyce/Rybnik, RKU/Zagłębie Sosnowiec, Radomiak Radom, Gedania Gdańsk, Orzeł/Glinik Gorlice, ZZK/Kolejarz Łódź, Grochów Warszawa)) zajmując w niej 6 miejsce. Dało to ostatecznie 18 lokatę w kraju, ale oznaczało brak awansu do nowo powstającej I ligi. Był to ostatni jak dotąd (kwiecień 2020) występ jakiegokolwiek toruńskiego klubu na najwyższym poziomie rozgrywek piłkarskich.

### Toruńska dominacja
Nie wiadomo jak potoczyłaby się historia klubu, gdyby od razu w pierwszym po spadku sezonie powrócił do I ligi. Pomorzanin wygrał Klasę A sezonu 1948 i zagrał w eliminacjach do I ligi (Klas A było w Polsce 20, więc zwycięstwo nie oznaczało automatycznego awansu), które przegrał... zaledwie gorszym bilansem bramek z Szombierkami Bytom (Baildon Katowice i Legia Krosno tylko statystowały). Klub pozostał więc na drugim poziomie rozgrywek, z tym, że odtąd był to poziom centralny - II liga (Klasa A stała się poziomem trzecim). W tejże drugiej lidze klub spędził kolejne 4 lata, aż w roku 1952 spadł. Spadek związany był z kolejną reorganizacją rozgrywek - z czterech grup drugiej ligi utworzono jedną, a w miejsce kilkunastu okręgowych Klas A utworzono kilka makroregionalnych 3 lig. Pomorzanin spadł z 2 ligi, ale wygrał baraż ze Stalą Nakło (2:0 i 5:1) i pozostał w 3 lidze (przegrywając ten baraż, spadłby z ligi 2 od razu do 4!). Spędził w niej kolejne 4 lata, potem na krótko powrócił do 2 ligi, a spadek z niej w roku 1959 był ostateczny - Pomorzanin nigdy już nie zagrał na tak wysokim poziomie ligowym (zresztą na powrót jakiegokolwiek toruńskiego klubu na drugi poziom ligowy trzeba było czekać do roku 1993, kiedy udało się to na krótko Elanie Toruń).
Od tego momentu aż do końca XX wieku klub grał w 3 lidze, z krótkimi tylko okresami spadków na 4 poziom ligowy, będąc przez cały ten okres (tj. od 1945) najwyżej notowanym klubem w Toruniu, z wyjątkiem sezonu 1961/1962 kiedy dał się wyprzedzić Gryfowi Toruń. Zresztą dopiero w latach 60. pojawiła się poważna konkurencja, właśnie w postaci Gryfa, wcześniej wszystkie pozostałe drużyny toruńskie grały na niższych poziomach rozgrywek niż Pomorzanin.
| 3 liga                                                       | 1. GRY 4. POM | 4. POM 5. GRY | 1. POM 9. GRY | 1. POM 8. GRY | 6. POM 8. GRY |               | 10. POM | 13. POM 14. GRY |                |
| 4 liga                                                       |               |               |               |               |               | 1. POM 3. GRY | 1. GRY  |                 | 6. GRY 16. POM |
| GRY= Gryf, POM = Pomorzanin. Cyfra oznacza miejsce w tabeli. |               |               |               |               |               |               |         |                 |                |

W sezonie 1969/1970 Gryf po raz drugi i ostatni był wyżej klasyfikowany od Pomorzanina, a od następnego sezonu połączył się z Elaną i od tego momentu, z krótkimi tylko przerwami, dominuje Elana. Na przełomie lat 70. i 80. te dwa kluby stoczyły walkę o dominację w Toruniu.
| x | 1976/1977     | 1977/1978 | 1978/1979 | 1979/1980      | 1980/1981 | 1981/1982     | 1982/1983 | 1983/1984 | 1984/1985       | 1985/1986     | 1986/1987 |
| --- | ------------- | --------- | --------- | -------------- | --------- | ------------- | --------- | --------- | --------------- | ------------- | --------- |
| 3 liga |               | 12. POM   | 8. ELA    | 7. POM 12. ELA | 13. POM   |               | 7. ELA    | 10. ELA   | 12. POM 13. ELA |               | 6. ELA    |
| 4 liga | 1. POM 4. ELA | 1. ELA    | 1. POM    |                | 4. ELA    | 1. ELA ?. POM |           | 1. POM    |                 | 1. ELA ?. POM |           |
| POM = Pomorzanin, ELA = Elana. Cyfra oznacza miejsce w tabeli. Brak Pomorzanina w dwóch sezonach oznacza brak danych odnośnie do poziomu ligowego na którym występował. |               |           |           |                |           |               |           |           |                 |               |           |

### Przeciętność

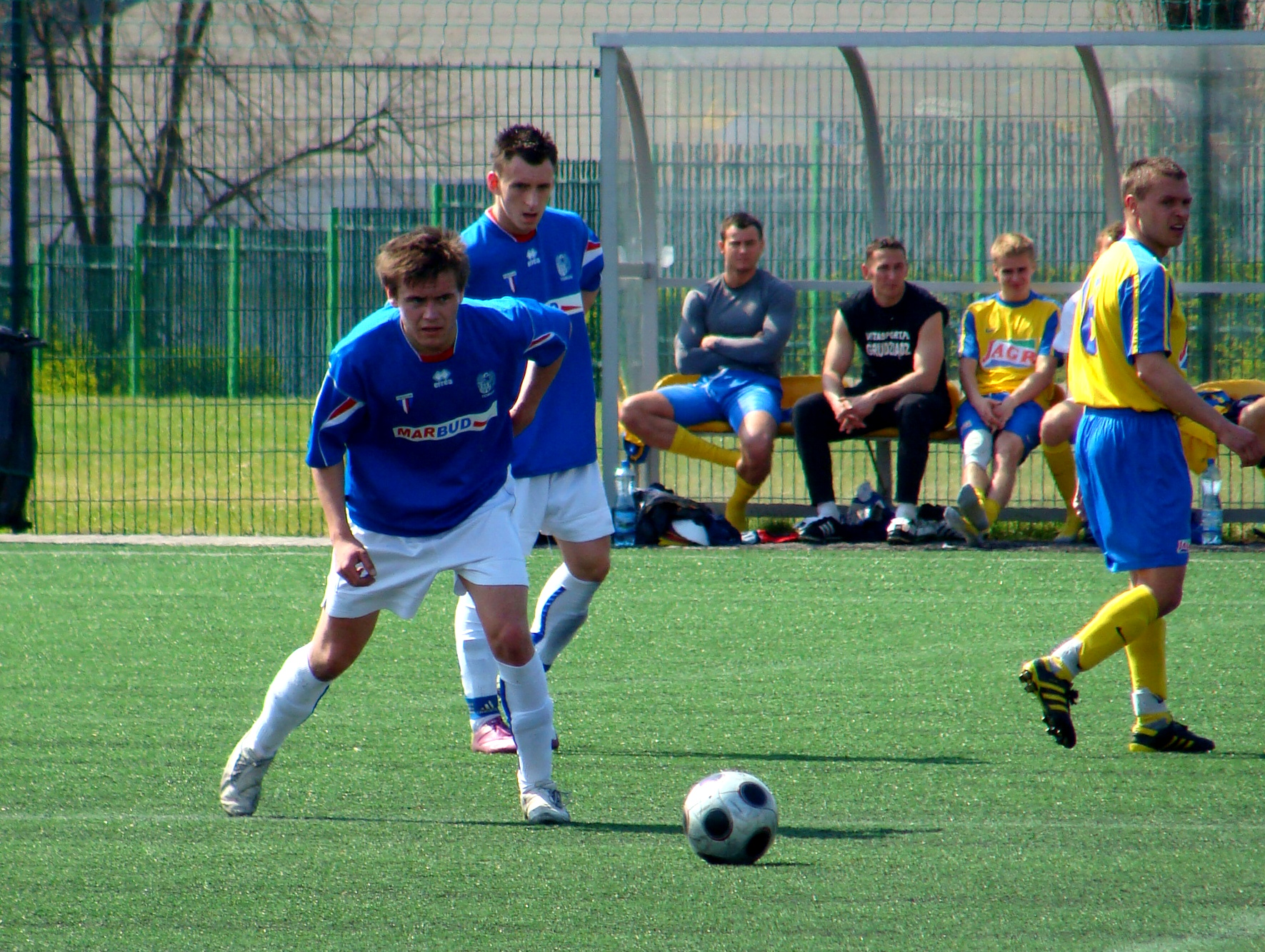
Mecz Pomorzanin - Start Warlubie w 2012 roku

Od tego momentu do końca wieku Pomorzanin grał na przemian w ligach trzeciej lub czwartej, ale już zawsze niżej od Elany. W jednej lidze (trzeciej) kluby te spotkały się jeszcze w sezonie 1992/1993 - Elana awansowała wówczas na rok do 2 ligi (potem jeszcze do niej na krótko powróci), Pomorzanin spadł aby już nigdy nie wrócić na trzeci poziom rozgrywek. Do drugiego spotkania doszło gdy pod koniec XX wieku w efekcie bankructwa Elana spadła i występowała pod nazwą Toruński KP: w sezonach 2000/2001 i 2001/2002 oraz 2003/2004 w czwartej lidze Pomorzanin zawsze kończył rozgrywki niżej w tabeli.
Wiek XXI to gra na szczeblu wojewódzkim, z okresowymi spadkami na szczebel okręgowy, a nawet miejski. To właśnie sezon 2015/2016 był dnem od którego klub się odbił - zajął wtedy 8 miejsce w toruńskiej Klasie A - był to siódmy poziom rozgrywek ligowych, niżej była już tylko Klasa B... W ciągu czterech kolejnych sezonów klub trzykrotnie awansował i w sezonie 2020/2021 grał w 3 lidze, czyli na czwartym poziomie rozgrywek, od którego rozpoczynał w roku 1936. W sezonie 2022/2023 klub gra w IV lidze, gr. kujawsko-pomorska.

## Nazwa
Klub założono jako ognisko Kolejowego Przysposobienia Wojskowego w 1930. W 1935 zostało połączone z drugim ogniskiem KPW (związanym z przeniesioną z Gdańska Dyrekcją Okręgowej Kolei Państwowej) w Klub Sportowy Kolejowego Przysposobienia Wojskowego Pomorzanin Toruń.
Po przerwie spowodowanej II wojną światową został reaktywowany w roku 1945 jako Kolejowy Klub Sportowy Pomorzanin. W latach 1950–1953 grał pod nazwą Kolejarz Toruń.
W 1972 klub zmienił nazwę na Międzyzakładowy Związkowy Klub Sportowy Pomorzanin a w 1978 na Międzynarodowy Włókienniczy Klub Sportowy Pomorzanin.
Od 1981 funkcjonował jako Klub Sportowy Pomorzanin.

## Podsumowanie sezonów
| Sezon | Liga | Liga                                       | Miejsce      | Mecze | Punkty   | Z      | R      | P      | Bramki   | Uwagi |
| --- | ---- | ------------------------------------------ | ------------ | ----- | -------- | ------ | ------ | ------ | -------- | --- |
| 1936 | IV   | Klasa C (Pomorski OZPN), gr. III           | b.d.         | b.d.  | b.d.     | b.d.   | b.d.   | b.d.   | b.d.     | |
| 1936/1937 | IV   | Klasa C (Pomorski OZPN), gr. III           | b.d.         | b.d.  | b.d.     | b.d.   | b.d.   | b.d.   | b.d.     | |
| 1937/1938 | II   | Klasa A (Pomorski OZPN)                    | 5            | 14    | 15:13    | b.d.   | b.d.   | b.d.   | 34-37    | Awansował dzięki fuzji z TKS 29 Toruń. |
| 1938/1939 | II   | Klasa A (Pomorski OZPN)                    | 2            | 14    | 17:11    | b.d.   | b.d.   | b.d.   | 28-19    | |
| 1939/1940 | II   | Klasa A (Pomorski OZPN)                    | 0            | 0     | 0:0      | 0      | 0      | 0      | 0        | Rozgrywek nie dokończono ze względu na wybuch wojny. |
| 1946 | MP   | Klasa A, gr. Bydgoszcz Mistrzostwa Polski  | 1 1/8 finału | 14 1  | b.d. 0:2 | b.d. 0 | b.d. 0 | b.d. 1 | b.d. 3-5 | Porażka z AKS Chorzów 3:5. Najwyżej notowany klub w Toruniu. |
| 1947 | I    | Mistrzostwa Polski, faza grupowa gr. II    | 6            | 18    | 18:18    | 7      | 4      | 7      | 41-42    | Najwyżej notowany klub na Pomorzu. |
| 1948 | II   | Klasa A, gr. Bydgoszcz                     | 1            | 14    | 21:7     | b.d.   | b.d.   | b.d.   | b.d.     | 2 miejsce w grupie II w eliminacji do I i II ligi. Najwyżej notowany klub w Toruniu.                                                                                |
| 1949 | II   | II liga, gr. północna                      | 4            | 18    | 20:16    | b.d.   | b.d.   | b.d.   | 47-28    | Najwyżej notowany klub w Toruniu. |
| 1950 | II   | II liga, gr. zachodnia                     | 7            | 18    | 19:17    | 8      | 3      | 7      | 28-29    | Pod nazwą Kolejarz Toruń. Najwyżej notowany klub w Toruniu. |
| 1951 | II   | II liga, gr. I                             | 3            | 14    | 15:13    | 7      | 1      | 6      | 18-31    | Pod nazwą Kolejarz Toruń. Najwyżej notowany klub w Toruniu. |
| 1952 | II   | II liga, gr. A                             | 6            | 18    | 18:18    | 7      | 4      | 7      | 29-27    | Pod nazwą Kolejarz Toruń. W barażu o nową III ligę pokonali Stal Nakło 2:0 i 5:1. Najwyżej notowany klub w Toruniu.                                                 |
| 1953 | III  | III liga, gr. IV Gdańsk-Bydgoszcz-Koszalin | 2            | 18    | 25:11    | b.d.   | b.d.   | b.d.   | 50-29    | Pod nazwą Kolejarz Toruń. Najwyżej notowany klub w Toruniu. |
| 1954 | III  | III liga, gr. IV Gdańsk-Bydgoszcz-Olsztyn  | 3            | 18    | 19:17    | b.d.   | b.d.   | b.d.   | b.d.     | Najwyżej notowany klub w Toruniu. |
| 1955 | III  | III liga, gr. IV Gdańsk-Bydgoszcz-Olsztyn  | 2            | 22    | 32:12    | b.d.   | b.d.   | b.d.   | b.d.     | Najwyżej notowany klub w Toruniu. |
| 1956 | III  | III liga, gr. IV Gdańsk-Bydgoszcz-Olsztyn  | 1            | 22    | 35:9     | b.d.   | b.d.   | b.d.   | b.d.     | 2 miejsce w grupie I eliminacji do II ligi, awans dzięki powiększeniu II ligi. · Najwyżej notowany klub w Toruniu.                                                  |
| 1957 | II   | II liga, gr. Północ                        | 4            | 22    | 24:20    | 11     | 2      | 9      | 35-37    | Najwyżej notowany klub w Toruniu. |
| 1958 | II   | II liga, gr. Północ                        | 10           | 22    | 17:27    | 6      | 5      | 11     | 23-36    | Najwyżej notowany klub w Toruniu. |
| 1959 | II   | II liga, gr. Północ                        | 12           | 22    | 6:38     | 2      | 2      | 18     | 21-60    | Najwyżej notowany klub w Toruniu. |
| 1960 | III  | III liga, gr. XI (Bydgoszcz), gr. II       | 1            | 10    | 16:4     | b.d.   | b.d.   | b.d.   | b.d.     | W finale Grupy XI pokonał Zawiszę II Bydgoszcz. 2 miejsce w grupie II eliminacji do II ligi. Najwyżej notowany klub w Toruniu.                                      |
| 1960/1961 | III  | III liga, gr. XI (Bydgoszcz)               | 1            | 22    | 29:15    | b.d.   | b.d.   | b.d.   | b.d.     | 2 miejsce w grupie II eliminacji do II ligi. Najwyżej notowany klub w Toruniu.                                                                                      |
| 1961/1962 | III  | III liga, gr. XI (Bydgoszcz)               | 4            | 22    | 25:19    | b.d.   | b.d.   | b.d.   | b.d.     | |
| 1962/1963 | III  | III liga, gr. XI (Bydgoszcz)               | 4            | 22    | 24:20    | b.d.   | b.d.   | b.d.   | b.d.     | Najwyżej notowany klub w Toruniu. |
| 1963/1964 | III  | III liga, gr. XI (Bydgoszcz)               | 1            | 22    | 31:13    | b.d.   | b.d.   | b.d.   | b.d.     | 4 miejsce w grupie IV eliminacji do II ligi. Najwyżej notowany klub w Toruniu.                                                                                      |
| 1964/1965 | III  | III liga, gr. XI (Bydgoszcz)               | 1            | 22    | 33:11    | b.d.   | b.d.   | b.d.   | b.d.     | 6 miejsce w grupie II eliminacji do II ligi. Najwyżej notowany klub w Toruniu.                                                                                      |
| 1965/1966 | III  | III liga, gr. XI (Bydgoszcz)               | 6            | 24    | 28:20    | b.d.   | b.d.   | b.d.   | b.d.     | Najwyżej notowany klub w Toruniu. |
| 1966/1967 | IV   | IV liga, gr. Bydgoszcz                     | 1            | 22    | 32:12    | b.d.   | b.d.   | b.d.   | b.d.     | Najwyżej notowany klub w Toruniu. |
| 1967/1968 | III  | III liga, gr. IV (Poznań)                  | 10           | 30    | 28:32    | b.d.   | b.d.   | b.d.   | 49-51    | Najwyżej notowany klub w Toruniu. |
| 1968/1969 | III  | III liga, gr. IV (Poznań)                  | 13           | 30    | 24:36    | b.d.   | b.d.   | b.d.   | 36-58    | Najwyżej notowany klub w Toruniu. |
| 1969/1970 | IV   | IV liga, gr. Bydgoszcz                     | 16           | 30    | 13:47    | b.d.   | b.d.   | b.d.   | b.d.     | |
| 1970/1971 | b.d. |                                            | b.d.         | b.d.  | b.d.     | b.d.   | b.d.   | b.d.   | b.d.     | |
| 1971/1972 | b.d. |                                            | b.d.         | b.d.  | b.d.     | b.d.   | b.d.   | b.d.   | b.d.     | |
| 1972/1973 | b.d. |                                            | b.d.         | b.d.  | b.d.     | b.d.   | b.d.   | b.d.   | b.d.     | |
| 1973/1974 | b.d. |                                            | b.d.         | b.d.  | b.d.     | b.d.   | b.d.   | b.d.   | b.d.     | |
| 1974/1975 | b.d. |                                            | b.d.         | b.d.  | b.d.     | b.d.   | b.d.   | b.d.   | b.d.     | |
| 1975/1976 | b.d. |                                            | b.d.         | b.d.  | b.d.     | b.d.   | b.d.   | b.d.   | b.d.     | |
| 1976/1977 | IV   |                                            | 1            | b.d.  | b.d.     | b.d.   | b.d.   | b.d.   | b.d.     | Najwyżej notowany klub w Toruniu. |
| 1977/1978 | III  | III liga, gr. VII                          | 12           | 26    | 20:32    | 6      | 8      | 12     | 26-47    | Najwyżej notowany klub w Toruniu. |
| 1978/1979 | IV   |                                            | 1            | b.d.  | b.d.     | b.d.   | b.d.   | b.d.   | b.d.     | |
| 1979/1980 | III  | III liga, gr. I                            | 7            | 28    | 29:27    | 10     | 9      | 9      | 35-28    | Najwyżej notowany klub w Toruniu. |
| 1980/1981 | III  | III liga, gr. II                           | 13           | 26    | 15:37    | b.d.   | b.d.   | b.d.   | 19-41    | Najwyżej notowany klub w Toruniu. |
| 1981/1982 | IV   |                                            | b.d.         | b.d.  | b.d.     | b.d.   | b.d.   | b.d.   | b.d.     | |
| 1982/1983 | b.d. |                                            | b.d.         | b.d.  | b.d.     | b.d.   | b.d.   | b.d.   | b.d.     | |
| 1983/1984 | IV   |                                            | 1            | b.d.  | b.d.     | b.d.   | b.d.   | b.d.   | b.d.     | |
| 1984/1985 | III  | III liga, gr. II                           | 12           | 26    | 18:34    | b.d.   | b.d.   | b.d.   | 22-52    | Najwyżej notowany klub w Toruniu. |
| 1985/1986 | IV   |                                            | b.d.         | b.d.  | b.d.     | b.d.   | b.d.   | b.d.   | b.d.     | |
| 1986/1987 | b.d. |                                            | b.d.         | b.d.  | b.d.     | b.d.   | b.d.   | b.d.   | b.d.     | |
| 1987/1988 | b.d. |                                            | b.d.         | b.d.  | b.d.     | b.d.   | b.d.   | b.d.   | b.d.     | |
| 1988/1989 | b.d. |                                            | b.d.         | b.d.  | b.d.     | b.d.   | b.d.   | b.d.   | b.d.     | |
| 1989/1990 | b.d. |                                            | b.d.         | b.d.  | b.d.     | b.d.   | b.d.   | b.d.   | b.d.     | |
| 1990/1991 | b.d. |                                            | b.d.         | b.d.  | b.d.     | b.d.   | b.d.   | b.d.   | b.d.     | |
| 1991/1992 | IV   | Klasa okręgowa, gr. Toruń                  | 1            | 24    | 42       | b.d.   | b.d.   | b.d.   | 86-14    | |
| 1992/1993 | III  | III liga, gr. VI (Pomorze)                 | 12           | 30    | 27       | 10     | 7      | 13     | 41-41    | |
| 1993/1994 | IV   | Klasa okręgowa, gr. Toruń                  | 12           | 26.   | 18       | b.d.   | b.d.   | b.d.   | 36-53    | |
| 1994/1995 | IV   | Klasa okręgowa, gr. Toruń                  | 3            | 30    | 39       | b.d.   | b.d.   | b.d.   | 50-26    | |
| 1995/1996 | IV   | Klasa okręgowa, gr. Toruń                  | 14           | 30    | 28       | b.d.   | b.d.   | b.d.   | 38-58    | |
| 1996/1997 | IV   | IV liga, gr. Toruń                         | 8            | 30    | 43       | b.d.   | b.d.   | b.d.   | 53-39    | |
| 1997/1998 | IV   | IV liga, gr. Toruń                         | 5            | 30    | 61       | b.d.   | b.d.   | b.d.   | 81-39    | Spadek wskutek reorganizacji rozgrywek. |
| 1998/1999 | V    | Liga okręgowa                              | 1            | 26    | 65       | b.d.   | b.d.   | b.d.   | 95-27    | |
| 1999/2000 | IV   | IV liga, gr. Bydgoszcz-Elbląg-Toruń        | 6            | 30    | 57       | 17     | 6      | 7      | 76-32    | |
| 2000/2001 | IV   | IV liga, gr. kujawsko-pomorska             | 4            | 34    | 72       | 22     | 6      | 6      | 85-34    | |
| 2001/2002 | IV   | IV liga, gr. kujawsko-pomorska             | 13           | 23    | 30       | 9      | 3      | 11     | 32-33    | |
| 2002/2003 | IV   | IV liga, gr. kujawsko-pomorska             | 6            | 30    | 43       | 12     | 7      | 11     | 50-47    | |
| 2003/2004 | IV   | IV liga, gr. kujawsko-pomorska             | 14           | 30    | 30       | 8      | 6      | 16     | 43-51    | |
| 2004/2005 | IV   | IV liga, gr. kujawsko-pomorska             | 14           | 30    | 29       | 7      | 8      | 15     | 31-56    | |
| 2005/2006 | IV   | IV liga, gr. kujawsko-pomorska             | 15           | 30    | 23       | 5      | 8      | 17     | 40-68    | |
| 2006/2007 | V    | Klasa okręgowa, gr. kujawsko-pomorska I    | 2            | 30    | 60       | 18     | 6      | 6      | 63-37    | Przegrane baraże o 4 ligę z LTP Lubanie 1:3 i 2:4. |
| 2007/2008 | V    | Klasa okręgowa, gr. kujawsko-pomorska I    | 9            | 30    | 40       | 12     | 4      | 14     | 55-46    | Reorganizacja rozgrywek po sezonie. |
| 2008/2009 | VI   | Klasa okręgowa, gr. kujawsko-pomorska I    | 5            | 30    | 51       | 15     | 6      | 9      | 63-47    | |
| 2009/2010 | VI   | Klasa okręgowa, gr. kujawsko-pomorska I    | 6            | 30    | 55       | 17     | 4      | 9      | 75-44    | |
| 2010/2011 | VI   | Klasa okręgowa, gr. kujawsko-pomorska I    | 2            | 30    | 72       | 23     | 3      | 4      | 106-42   | |
| 2011/2012 | V    | IV liga, gr. kujawsko-pomorska             | 7            | 30    | 41       | 12     | 5      | 13     | 46-53    | |
| 2012/2013 | V    | IV liga, gr. kujawsko-pomorska             | 12           | 30    | 39       | 11     | 6      | 13     | 55-74    | |
| 2013/2014 | V    | IV liga, gr. kujawsko-pomorska             | 13           | 30    | 33       | 9      | 6      | 15     | 43-68    | |
| 2014/2015 | VI   | Klasa okręgowa, gr. kujawsko-pomorska I    | 13           | 30    | 34       | 10     | 4      | 16     | 58-70    | Spadek wskutek reorganizacji rozgrywek. |
| 2015/2016 | VII  | Klasa A, gr. Toruń                         | 8            | 26    | 37       | 10     | 7      | 9      | 52-46    | |
| 2016/2017 | VII  | Klasa A, gr. Toruń                         | 1            | 26    | 70       | 23     | 1      | 2      | 118-28   | |
| 2017/2018 | VI   | Klasa okręgowa, gr. kujawsko-pomorska I    | 1            | 30    | 62       | 19     | 5      | 6      | 106-54   | |
| 2018/2019 | V    | IV liga, gr. kujawsko-pomorska             | 14           | 34    | 41       | 10     | 11     | 13     | 50-48    | |
| 2019/2020 | V    | IV liga, gr. kujawsko-pomorska             | 1            | 17    | 39       | 12     | 3      | 2      | 36-10    | Z powodu epidemii koronawirusa rozgrywki zostały odwołane po 17 kolejce. Drużyny zajmujące miejsca premiowane awansem uzyskały awans do wyższej klasy rozgrywkowej. |
| 2020/2021 | IV   | III liga, gr. II                           | 16           | 34    | 43       | 11     | 10     | 13     | 39-40    | |
| 2021/2022 | V    | IV liga, gr. kujawsko-pomorska             | 11           | 34    | 40       | 11     | 7      | 16     | 45-64    | |
| 2022/2023 | V    | IV liga, gr. kujawsko-pomorska             | 12           | 34    | 39       | 11     | 6      | 17     | 42-61    | |
| 2023/2024 | V    | IV liga, gr. kujawsko-pomorska             | 17           | 34    | 10       | 3      | 1      | 30     | 25-123   | |
| 2024/2025 | VI   | Klasa okręgowa, gr. kujawsko-pomorska I    | 12           | 30    | 34       | 9      | 7      | 14     | 47-61    | |
| Źródło: "J. Goksiński, Klubowa historia polskiej piłki nożnej do 1970 roku. Tabele."; History of the Polish League, 90minut.pl , Encyklopedia Piłkarska Fuji tom 5,7,11,15,17 |      |                                            |              |       |          |        |        |        |          | |